# شهرداری دمانیسی

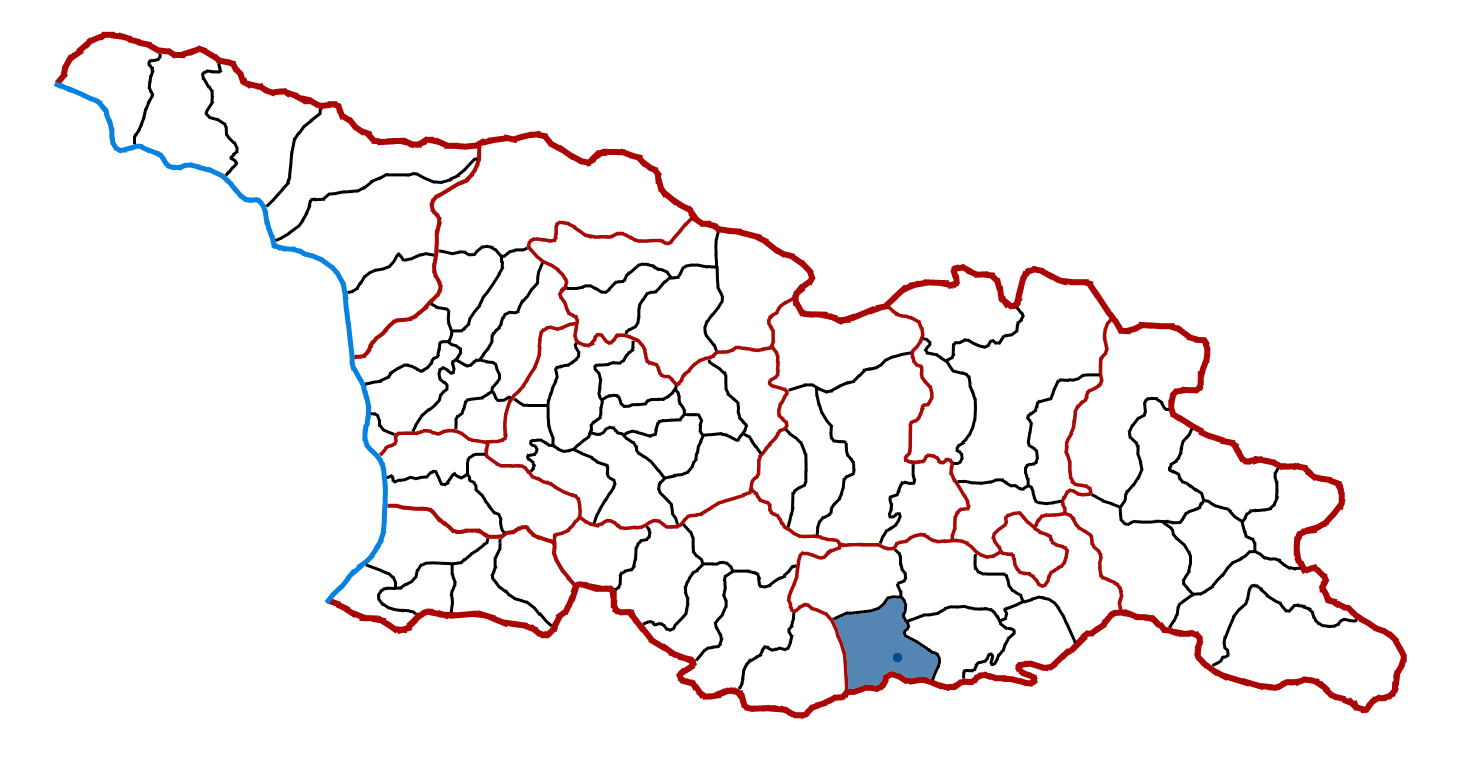
شهرداری دمانیسی

دمانیسی (گرجی: დმანისის მუნიციპალიტეტი) یک شهرداری در استان کومو کارتلی گرجستان است. مرکز اداری آن دمانیسی است. ۱ شهر و ۵۸ روستا در این ناحیه قرار گرفته‌اند.

## مردم
جمعیت این ناحیه بر اساس سرشماری‌های پیش از سال ۲۰۱۴ میلادی، ۲۸۰۳۴ نفر بوده‌است (۳۱٫۲٪ گرجی و ۶۶٫۷٪ ترکهای آذربایجانی). مساحت این شهرداری ۱۱۹۸٫۸ کیلومتر مربع و تراکم جمعیت آن برابر ۲۳ نفر در هر کیلومتر مربع است.

### داده‌های سرشماری
| سرشماری | جمعیت |
| ------- | ----- |
| ۱۹۸۹    | ۵۲۲۰۸ |
| ۲۰۰۲    | ۲۸۰۶۲ |
| ۲۰۱۴    | ۱۹۱۴۱ |